# Колчин (Люблінське воєводство)
Колчин (пол. Kołczyn) — село в Польщі, у гміні Рокитно Більського повіту Люблінського воєводства. Населення — 180 осіб (2011).

## Історія
За даними етнографічної експедиції 1869—1870 років під керівництвом Павла Чубинського, у селі переважно проживали греко-католики, які розмовляли українською мовою.
У 1975—1998 роках село належало до Білопідляського воєводства.

## Демографія
Демографічна структура станом на 31 березня 2011 року:
|          | Загалом | Допрацездатний вік | Працездатний вік | Постпрацездатний вік |
| -------- | ------- | ------------------ | ---------------- | -------------------- |
| Чоловіки | 88      | 19                 | 52               | 17                   |
| Жінки    | 92      | 17                 | 51               | 24                   |
| Разом    | 180     | 36                 | 103              | 41                   |